# 269-й истребительный авиационный полк
269-й истребительный авиационный Алленштайнский Краснознамённый  полк (269-й иап) — воинская часть Военно-воздушных сил (ВВС) Вооружённых Сил РККА, принимавшая участие в боевых действиях в Великой Отечественной войне.

## Наименования полка

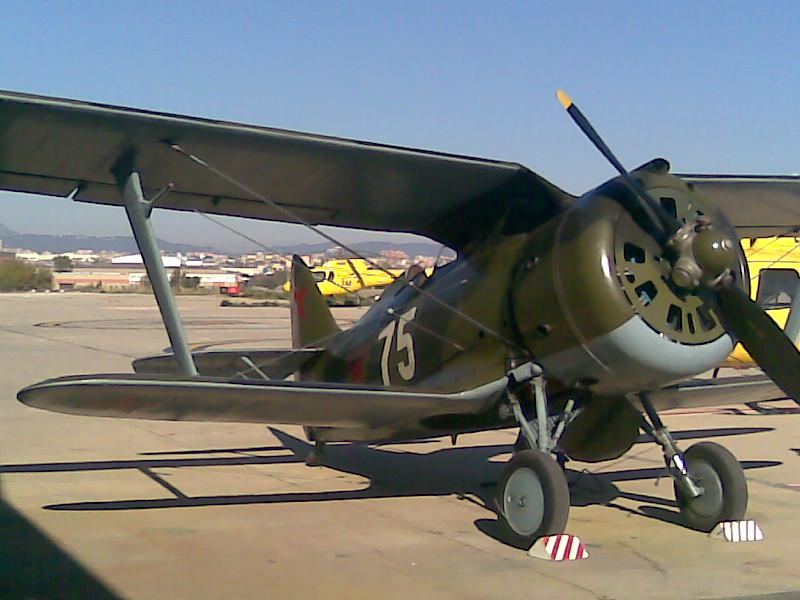
Самолёт И-153

За весь период своего существования полк несколько раз менял своё наименование:
- 269-й истребительный авиационный полк
- 269-й Алленштайнский истребительный авиационный полк
- 269-й Алленштайнский Краснознамённый истребительный авиационный полк
- Полевая почта 23207

## Создание полка
269-й истребительный авиационный полк начал формироваться 24 апреля 1941 года в составе 72-й смешанной авиационной дивизии ВВС Закавказского военного округа в г. Ленинакан Армянской ССР на самолётах И-153 на основе 11-й отдельной истребительной эскадрильи, а также 25-го и 84-го иап.

## Расформирование полка

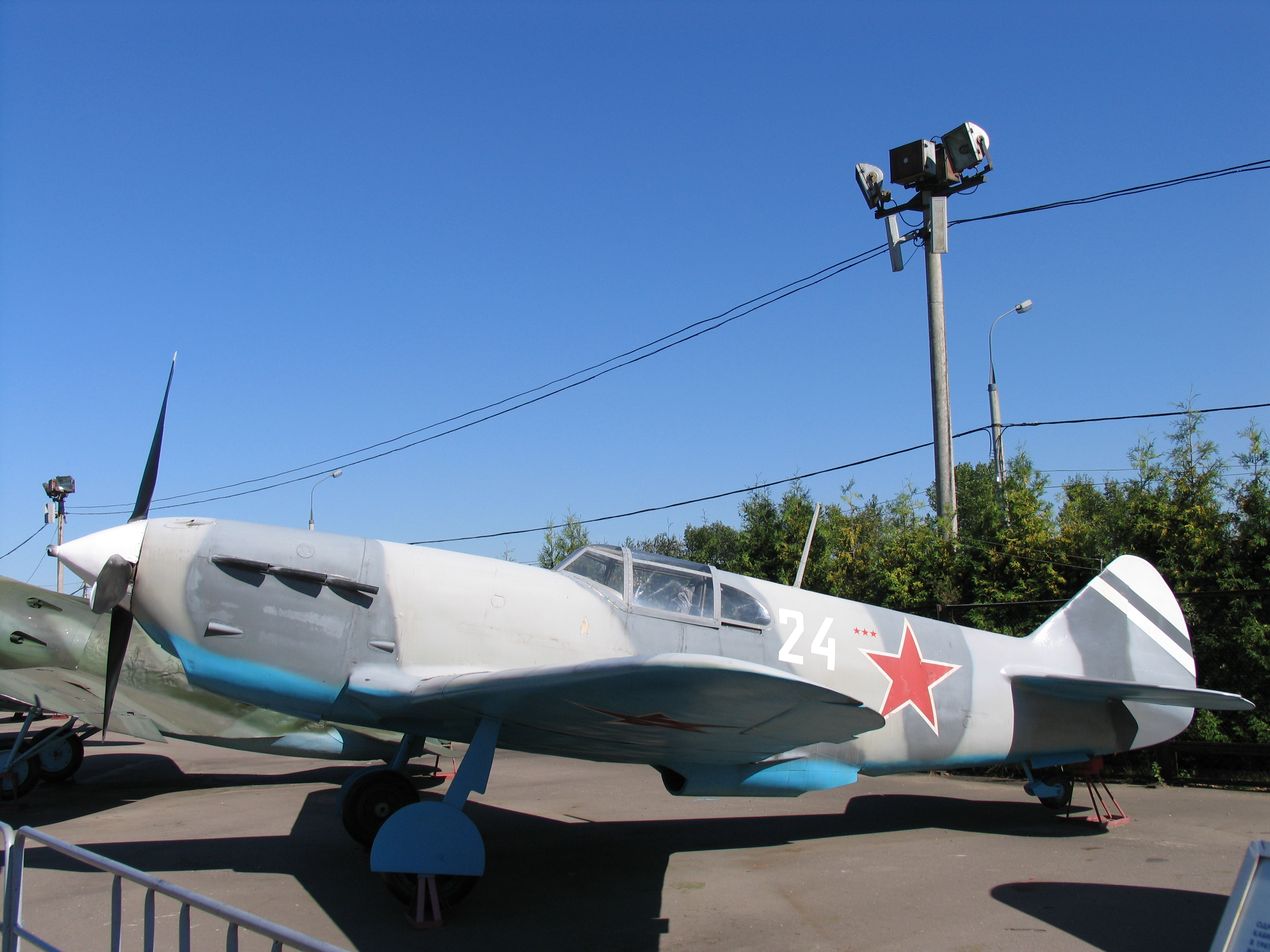
ЛаГГ-3

269-й Алленштайнский Краснознамённый истребительный авиационный полк в марте 1947 года расформирован в 323-й иад 8-го иак 4-й ВА Северной группы войск

## В действующей армии
В составе действующей армии:
- с 23 ноября 1941 года по 11 апреля 1942 года,
- с 2 августа 1942 года по 23 августа 1942 года,
- с 27 октября 1942 года по 5 июля 1943 года,
- с 21 июня 1944 года по 8 сентября 1944 года,
- с 12 ноября 1944 года по 9 мая 1945 года.

## Командиры полка
| Звание              | Имя                           | Период                  | Примечание |
| ------------------- | ----------------------------- | ----------------------- | ---------- |
| майор               | Герасимов Пётр Васильевич     | 24.04.1941 — 25.06.1942 |            |
| майор, подполковник | Третьяков Михаил Иванович     | 25.06.1942 — 24.04.1945 |            |
| майор               | Афанасьев Валентин Дмитриевич | 24.04.1945 — 26.11.1946 |            |

## В составе соединений и объединений
| Период        | Фронт (округ)              | армия                             | корпус                                | дивизия                                             | примечание                                                    |
| ------------- | -------------------------- | --------------------------------- | ------------------------------------- | --------------------------------------------------- | ------------------------------------------------------------- |
| 24.04.1941 г. | Закавказский военный округ | ВВС Закавказского военного округа |                                       |                                                     | И-153                                                         |
| 22.06.1941 г. | Закавказский фронт         | ВВС Закавказского фронта          |                                       | 71-я истребительная авиационная дивизия             | И-153                                                         |
| 25.08.1941 г. | Закавказский фронт         | ВВС Закавказского фронта          | Группа советских войск в Иране        | 71-я истребительная авиационная дивизия             | И-153                                                         |
| 06.09.1941 г. | Закавказский фронт         | ВВС Закавказского фронта          |                                       | 71-я истребительная авиационная дивизия             | И-153                                                         |
| 13.11.1941 г. | Северо-Кавказский фронт    | ВВС Северо-Кавказского фронта     |                                       | 71-я истребительная авиационная дивизия             | И-153                                                         |
| 25.11.1941 г. | Северо-Кавказский фронт    | ВВС Северо-Кавказского фронта     |                                       | 71-я истребительная авиационная дивизия             | в боевом составе 26 И-153                                     |
| 01.01.1942 г. | Крымский фронт             | ВВС Крымского фронта              | 51-я армия                            | ВВС 51-й армии                                      | И-153                                                         |
| 11.04.1942 г. | Крымский фронт             | ВВС Крымского фронта              | 51-я армия                            | ВВС 51-й армии                                      | Убыл в тыл на доукомплектование и переучивание                |
| 01.05.1942 г. | Закавказский фронт         | ВВС Закавказского фронта          |                                       | 25-й запасной истребительный авиационный полк       | Аджикабул, Азербайджанская ССР, переформирован, освоил ЛаГГ-3 |
| 02.08.1942 г. | Северо-Кавказский фронт    | 5-я воздушная армия               |                                       | 238-я штурмовая авиационная дивизия                 | ЛаГГ-3                                                        |
| 25.08.1942 г. | Закавказский фронт         | ВВС Закавказского фронта          |                                       | 26-й запасной истребительный авиационный полк       | ст. Сандары, Грузинская ССР, доукомплектован                  |
| 27.10.1942 г. | Северо-Кавказский фронт    | 5-я воздушная армия               | Черноморская группа войск             | 236-я истребительная авиационная дивизия            | ЛаГГ-3                                                        |
| 01.12.1942 г. | Северо-Кавказский фронт    | 5-я воздушная армия               | Черноморская группа войск             | 236-я истребительная авиационная дивизия            | переформирован за счёт 246-го и 773-го иап                    |
| 24.04.1943 г. | Северо-Кавказский фронт    | 4-я воздушная армия               |                                       | 236-я истребительная авиационная дивизия            | ЛаГГ-3                                                        |
| 24.04.1943 г. | Северо-Кавказский фронт    | 4-я воздушная армия               |                                       | 6-й отдельный учебно-тренировочный авиационный полк | г. Ставрополь                                                 |
| 11.07.1943 г. | Приволжский военный округ  | ВВС Приволжского военного округа  |                                       | 13-й запасной истребительный авиационный полк       | Кузнецк, Саратовской области, Як-1                            |
| 06.11.1943 г. | Харьковский военный округ  | Резерв Ставки ВГК                 | 8-й истребительный авиационный корпус | 323-я истребительная авиационная дивизия            | Як-1                                                          |
| 21.06.1944 г. | 1-й Белорусский фронт      | 1-я воздушная армия               | 8-й истребительный авиационный корпус | 323-я истребительная авиационная дивизия            | Як-1                                                          |
| 04.08.1944 г. | 2-й Белорусский фронт      | 4-я воздушная армия               | 8-й истребительный авиационный корпус | 323-я истребительная авиационная дивизия            | Як-9Т, Як-9Д                                                  |
| 09.09.1944 г. | Резерв Ставки ВГК          |                                   | 8-й истребительный авиационный корпус | 323-я истребительная авиационная дивизия            | получил 7 Як-9Т и 5 Як-9Д от 149-го иап                       |
| 12.11.1944 г. | 2-й Белорусский фронт      | 4-я воздушная армия               | 8-й истребительный авиационный корпус | 323-я истребительная авиационная дивизия            | Як-9, Як-1                                                    |
| 09.05.1945 г. | 2-й Белорусский фронт      | 4-я воздушная армия               | 8-й истребительный авиационный корпус | 323-я истребительная авиационная дивизия            | Як-9У                                                         |
| 10.06.1945 г. | Северная группа войск      | 4-я воздушная армия               | 8-й истребительный авиационный корпус | 323-я истребительная авиационная дивизия            | Як-9У                                                         |
| 01.03.1947 г. | Северная группа войск      | 4-я воздушная армия               |                                       | 323-я истребительная авиационная дивизия            | расформирован                                                 |

## Первая известная воздушная победа полка
Первая известная воздушная победа полка в Великой Отечественной войне одержана 15 января 1942 года: группой лётчиков на самолётах И-153 в воздушном бою в районе с. Корпечь сбит немецкий истребитель Ме-109.

## Участие в операциях и битвах
- Иранская операция — с 25 августа 1941 года по 06 сентября 1941 года
- Керченско-Феодосийская десантная операция — с 26 декабря 1941 года по 1 мая 1942 года
- Армавиро-Майкопская операция - с 6 августа 1942 года по 17 августа 1942 года.
- Туапсинская операция — с 25 сентября 1942 года по 20 декабря 1942 года.
- Новороссийская операция «Море» — с 11 января 1943 года по 3 сентября 1943 года
- Краснодарская наступательная операция — с 9 февраля 1943 года по 16 марта 1943 года.
- Воздушные сражения на Кубани — с 1 апреля 1943 года по 24 апреля 1943 года
- Белорусская стратегическая наступательная операция (Операция «Багратион»)[4] — с 23 июня 1944 года по 29 августа 1944 года.
- Бобруйская операция — с 24 июня 1944 года по 29 июня 1944 года.
- Барановичская операция — с 5 июля 1944 года по 16 июля 1944 года.
- Восточно-Прусская операция — с 13 января 1945 года по 25 апреля 1945 года.
- Восточно-Померанская операция[4] — с 10 февраля 1945 года по 4 апреля 1945 года.
- Берлинская операция[4] — с 16 апреля 1945 года по 8 мая 1945 года

| Як-7УТ | МиГ-3 | Як-7 |

## Почётные наименования
269-му Краснознамённому истребительному авиационному полку за отличие в боях за овладение городом Алленштайн присвоено почётное наименование «Алленштайнский»

## Награды
269-й истребительный авиационный полк за образцовое выполнение боевых заданий командования на фронте борьбы с немецкими захватчиками и проявленные при этом доблесть и мужество Указом Президиума Верховного Совета СССР от 23 октября 1943 года награждён орденом Красного Знамени.

## Отличившиеся воины полка
- Камозин, Павел Михайлович, младший лейтенант, заместитель командира эскадрильи 269-го истребительного авиационного полка 236-й истребительной авиационной дивизии 5-й воздушной армии Указом Президиума Верховного Совета СССР 1 мая 1943 года удостоен звания Герой Советского Союза. Золотая Звезда № 1148.
- Тормахов, Дмитрий Дмитриевич, полковник в отставке, лётчик полка с декабря 1942 года по апрель 1943 года, Указом Президента России 19 февраля 1996 года удостоен звания Герой России.
- Турыгин Валерьян Михайлович, лётчик полка с октября 1942 года по февраль 1944 года Указом Президиума Верховного Совета СССР 20 марта 1991 года удостоен звания Герой Советского Союза. Золотая Звезда № 11643.

## Статистика боевых действий
За годы Великой Отечественной войны полком:
| Выполнено боевых вылетов | Сбито самолётов противника в воздухе | Уничтожено самолётов противника всего |
| ------------------------ | ------------------------------------ | ------------------------------------- |
| 8118                     | 226                                  | 243                                   |

Свои потери:
| Потеряно самолётов, всего | Погибло лётчиков всего |
| ------------------------- | ---------------------- |
| 98                        | 55                     |

## Самолёты на вооружении
| Период                  | Самолёты |
| ----------------------- | -------- |
| 24.04.1941 — 01.05.1942 | И-153    |
| 01.05.1942 — 11.07.1943 | ЛаГГ-3   |
| 11.07.1943 — 09.05.1945 | Як-1     |
| 04.08.1944 — 01.03.1947 | Як-9     |

## Базирование
| Период            | Самолёты             |
| ----------------- | -------------------- |
| 05.1945 — 06.1945 | Варнемюнде, Германия |
| 07.1945 — 03.1947 | Ключево, Польша      |